# Antonio Koudele
Antonio Koudele (* 26. März 1956 in Wien) ist ein österreichischer Jazzgitarrist, der auch im Bereich der Lateinamerikanischen Musik und der Klassik hervorgetreten ist.
Koudele stammt aus einer musikalischen Familie; sein Großvater war ein Geigenbauer. Nach musikalischer Früherziehung wendete er sich siebenjährig der Gitarre zu. Von 1975 bis 1982 studierte er am Richard-Strauss-Konservatorium München; in dieser Zeit spielte er auch in amerikanischen Clubs. Er arbeitete dann in München als Studiomusiker und wirkte auch in Musicalproduktionen wie Hair und Evita mit. 1980 gründete er seine Band Fresh Air, mit der er zwei LPs einspielte; das zweite Album International Men wurde im Februar 1984 in die Internationale Bestenliste aufgenommen. Auch spielte er klassische Konzerte und war an Aufnahmen mit verschiedenen Orchestern unter Dirigenten wie Neville Marriner, Colin Davis oder Lalo Schifrin beteiligt. 1988 gründete er die Groupo de Bossa Nova. Er legte diverse Alben vor, in denen er Einflüsse von Klassik, Jazz, Pop und Rockmusik verschmolz.

## Diskographie
- Kaleidoscope (1997)
- Birdfly! (1999)
- Emotions (2001)
- Aventura Cubana (2007)
- Instrumental Y Cubano (2009)
- Harp Guitar Evergreens (2009)
- A La Manera Cubana (2012)
- Harp Guitar Goes Brazil (2015)
- Arriving (2019)

## Lexikalische Einträge
- Jürgen Wölfer: Jazz in Deutschland. Das Lexikon. Alle Musiker und Plattenfirmen von 1920 bis heute. Hannibal, Höfen 2008, ISBN 978-3-85445-274-4.